# Hot Love
"Hot Love" is een nummer van de Britse glamrockband T. Rex uit 1971.

## Achtergrond
"Hot Love" werd op 21 en 22 januari 1971 opgenomen in de Trident Studios in Londen. Het is de eerste keer dat een volledig drumstel op een T. Rex-nummer te horen is, nadat Bill Fifield op voorstel van producent Tony Visconti aan de sessie deelnam. De single werd uitgebracht en vanwege het succes werd Fifield uitgenodigd om auditie te doen om zich bij de band aan te sluiten, waarbij hij de artiestennaam Bill Legend aannam.
In maart 1971 trad de band twee keer op in het toonaangevende Britse muziekprogramma Top of the Pops. Hierbij droeg zanger Marc Bolan glanzende satijnen kleding en glitter make-up, waarmee de glamrockbeweging enorm populair werd.
Het nummer staat niet op een studioalbum van de groep en werd op 12 februari 1971 als single werd uitgebracht door platenlabel Fly. Het was de eerste nummer één-hit voor de band in de Britse hitlijst en het stond zes weken op die positie. In de Nederlandse Top 40 behaalde het de elfde positie.

## NPO Radio 2 Top 2000
| Nummer met noteringen in de NPO Radio 2 Top 2000 | '00  | '01  | '02  |
| ------------------------------------------------ | ---- | ---- | ---- |
| Hot Love                                         | 1379 | 1546 | 1843 |

1. ↑  Een vetgedrukt getal geeft de hoogste notering aan.
2. ↑  2000 was het eerste jaar met een notering voor dit nummer.
3. ↑  Deze tabel is bijgewerkt tot en met de laatste editie (2024).